# Судаєв Олексій Іванович

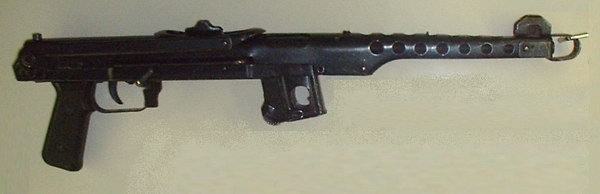
Пістолет-кулемет конструкції О. І. Судаєва

Олексій Іванович Судаєв (23 серпня 1912, Алатир — 17 серпня 1946, Москва) — радянський конструктор-зброяр, інженер-майор. Лауреат Сталінської премії ІІ ступеня.

## Біографія
Народився 10 (23 серпня) 1912 року у місті Алатир.
Його батько Іван Нілович Судаєв, телеграфний механік поштово-телеграфного округу в Казані помер у 1924 році, залишивши на утриманні матері 12-річного Олексія та двох його сестер.
У 1929 році Судаєв закінчив профтехшколу і поступив на роботу слюсарем. Після закінчення в 1932 році Горьковського будівельного технікуму (відділення промислового транспорту) працював в «Союзтрансбуді» на посаді техніка ділянки в селі Рудничне Саткінського району Уральської області (нині Челябінська область). У цей період (1933—1934) з'являються перші його винаходи «Автоматична стрільба з кулемета за допомогою дії інфрачервоних променів» і «Бензиномір».
Восени 1934 року Судаєв служив у РСЧА у залізничних військах, де проявив великий інтерес до зброї.
Відразу ж після армії вступив до Горьковського індустріального інституту (Нижньогородський державний технічний університет) де навчався в 1936—1938 роках. Під час навчання проявив значні творчі здібності.
У цей час в Артилерійській академії імені Ф. Е. Дзержинського була створена школа зброярів, в яку набиралися студенти з різних ВНЗ, що мали схильність до винахідництва і конструювання. Дипломний проєкт (ручний кулемет калібру 7,62 мм) лейтенант Судаєв захистив на відмінно (німецькою мовою).

## Конструкторська робота
Після закінчення Артилерійської академії Судаєву присвоєно звання воєнінженера 3-го рангу і він отримав призначення в Науково-Дослідний полігон стрілецького озброєння, де він міг реалізувати себе як конструктор. Перше практичне завдання: розробка спрощеної конструкції зенітної установки, виробництво якої можна було організувати на московських заводах із наявних матеріалів. Призначення повністю себе виправдало і на початку Німецько-радянської війни під Москвою було налагоджено виробництво простої по влаштуванню і надійної зенітної установки конструкції Судаєва. Після цього Судаєв перемикається на виробництво стрілецької зброї і в 1942 році представляє на полігонні випробування пістолет-кулемет власної конструкції. Не поступаючись за бойовими якостями пістолету-кулемету Дегтярьова та пістолету-кулемету Шпагіна, він був зі спорядженим магазином легше їх на 1,7-1,8 кг, вимагав при виготовленні в 2 рази менше металу і в 3 рази — трудозатрат. 28 липня 1942 року пістолет-кулемет приймають на озброєння під назвою ППС-42, а після деяких доопрацювань — під назвою «пістолет-кулемет Судаєва зразка 1943 р.» (ППС-43). Виробництво нових автоматів ППС, прийнятих на озброєння, вирішено було налагодити в блокадному Ленінграді. Туди були ускладнені поставки зброї, а фронт вимагав поповнення. Із кінця 1942 року до червня 1943 року Олексій Іванович працював у блокадному Ленінграді.
Олексій Іванович Судаєв сам особисто спостерігав за процесом виготовлення автоматів і тут же по ходу спрощував конструкцію. Впродовж 1943 року за кресленнями дослідного зразка було виготовлено 46572 автомата. Неодноразово виїжджав в діючі частини на Карельський перешийок, Оранієнбаумський плацдарм, щоб подивитися на свою зброю у ділі. Спілкувався з бійцями, вислуховував їхні зауваження та побажання. Після цих зустрічей в конструкцію вносилися зміни.
У повоєнні роки законні (ліцензовані) і незаконні варіанти ППС випускалися в Угорщині, Польщі, Фінляндії, Кореї і навіть у ФРН, будучи штатною зброєю в арміях деяких держав аж до 1980-х років.
В останні роки життя О. І. Судаєв і ряд конструкторів, працювали над створенням перших радянських автоматів під проміжний набій, що прийшли на зміну пістолетам-кулеметам. Судаєв розробив перспективну модель АС-44 і її модифікації. Такі конструктивні особливості як винесення вгору затворної групи з великими зазорами, а також забезпечення контактної взаємодії рухомих частин через малі площі були пізніше внесені в конструкцію найпоширенішої стрілецької зброї у світі — автомата Калашникова.
Олексій Іванович помер у Кремлівській лікарні 17 серпня 1946 року від виразкової хвороби шлунка. Похований на Ваганьковському кладовищі (25 ділянка).

## Нагороди та премії
- орден Леніна
- орден Вітчизняної війни I ступеня
- орден Червоної Зірки
- медаль «За оборону Ленінграда»
- медаль «За перемогу над Німеччиною у Великій Вітчизняній війні 1941—1945 рр.»
- медаль «За доблесну працю у Великій Вітчизняній війні 1941—1945 рр.»
- Сталінська премія ІІ ступеня (1946) — за створення нового зразка автоматичного пістолета-кулемета ППС-43.

## Нумізматика
- 7 лютого 2020 року Банк Росії випустив в обіг пам'ятну монету номіналом 25 рублів «Конструктор зброї О. І. Судаєв» із серії «Зброя Великої Перемоги» (конструктори зброї) із зображенням пістолета-кулемета Судаєва «ППС-43»[6];

## У кінематографі
У фільмі «Калашников» (2020) роль Олексія Судаєва виконав Дмитро Богдан.